# Przechowalnia (powieść)
Przechowalnia – powieść Kazimierza Orłosia.
W powieści tej, napisanej językiem gazet i propagandy, autor wyraził sprzeciw wobec nonsensom w polityce i w życiu publicznym. Szydził z absurdów „realnego socjalizmu”.
Wydania:
- Wydawnictwo „Przedświt”, Warszawa 1985, Edycja poza zasięgiem cenzury.
- Puls Publicatnions, Biblioteka „Pulsu”, 17, Londyn 1985
- Kantor Wydawniczy SAWW, Poznań 1990